# Ortanova (stacja kolejowa)
Ortanova (wł. Stazione di Ortanova) – stacja kolejowa w Orta Nova, w prowincji Foggia, w regionie Apulia, we Włoszech. Znajduje się na linii Adriatica (Ankona – Lecce). Jest połączona z miastem Orta Nova za pomocą autobusu publicznego.
Według klasyfikacji RFI ma kategorię srebrną.

## Historia
W 1938 r. Stacja Ortanova zmieniła nazwę na "Orta Nova"; następnie przywrócono oryginalną nazwę.

## Linie kolejowe
- Adriatica